# Ninnidh de Loch Erne
Pour les articles homonymes, voir Erne (homonymie).
Ninnidh de Loch Erne est un des douze apôtres de l'Irlande. Il est associé aux rives du Lough Erne et plus particulièrement à l'île d'Inishmacsaint et à la paroisse de Knockninny, dans le comté de Fermanagh, en Irlande du Nord (dérivé de l'irlandais : Cnoc Ninnidh, qui signifie “la colline de Ninnidh“). Sa fête est le 18 janvier. 